# Tramin an der Weinstraße
Tramin an der Weinstraße är en ort och kommun i provinsen Sydtyrolen i regionen Trentino-Sydtyrolen i Italien. Kommunen hade 3 431 invånare (2018).